# Mezzaluna Rossa mauritana

il simbolo della Mezzaluna Rossa

La Croissant-Rouge Mauritanien (CRM) è la società nazionale di Croce Rossa e Mezzaluna Rossa della Repubblica Islamica di Mauritania, stato dell'Africa occidentale.

## Denominazione ufficiale
- الهلال الأحمر الموريتاني  in arabo, idioma ufficiale del paese;
- Croissant-Rouge Mauritanien (CRM) in lingua francese, seconda lingua de facto del paese;
- Mauritanian Red Crescent in lingua inglese.

## Storia
La Mezzaluna Rossa mauritana è stata fondata nel 1970 e ufficialmente riconosciuta dal Governo nel 1971 come Società nazionale di Mezzaluna Rossa

## Organizzazione
I principali organi direttivi della Società sono l'assemblea generale che è la massima autorità, seguita in ordine di importanza dal comitato centrale e dal comitato direttivo.

## Mezzi
Il parco veicoli della Società è composto di un camion e due veicoli fuoristrada.